# Guillem de Copons
Guillem de Copons (?, siglo XIV — ?, siglo XV) fue un escritor y diplomático posiblemente valenciano, que hizo algunas traducciones de obras importantes en la antigüedad clásica y en la Edad Media europea al valenciano.
Caballerizo de Pedro IV y de Juan I, estos le encomendaron diversas tareas de carácter literario. Tuvo relación con el maestre de Rodas Juan Fernández de Heredia. En 1383 llevó a Juan I, de parte del duque de Berry, una versión francesa del De Civitate Dei de san Agustín, y fue otra vez comisionado por el rey cerca del duque para copiar el manuscrito que éste poseía de la versión francesa de Ab urbe condita de Tito Livio. Las traducciones valencianas hechas entonces a partir de estas dos versiones le han estado atribuidas. En 1396 la reina Violante de Bar le envió como embajador a la corte pontificia de Aviñón y cerca de diversos magnates franceses para mirar de aclarar las amenazas de invasión de Cataluña por las tropas del conde de Armagnac, embajades que no surtieron probablemente efecto por la muerte del rey Juan I. En 1418 dedicó al mecenas valenciano Pere d'Artés su versión catalana del Trésor, escrito en francés, de Brunetto Latini, que incluía las Éticas de Aristóteles. Fue la primera versión valenciana, indirecta, de este autor clásico. 